# Miracanthops lombardoi
Miracanthops lombardoi es una especie de mantis de la familia Acanthopidae.

## Distribución geográfica
Se encuentra en Ecuador.